# Sex Power (album)
Sex Power is het eerste soloalbum van de Griekse Vangelis, toen nog onder zijn volledige naam Vangelis Papathanassiou. Hij speelde in het jaar van opname, mei 1968, nog bij Aphrodite's Child en werd gevraagd om de filmmuziek te schrijven voor de film Sex Power van Henry Chapier. Of die film ooit in de bioscoop heeft gedraaid is onduidelijk. Bekendste actrice in de film was Jane Birkin.
Het album bevat experimentele elektronische muziek, die Vangelis later ook zou spelen op zijn album Invisible Connections (jaren 80). Hier en daar is ook al een aanwijzing te horen, welke richting zijn muziek uiteindelijk zou opgaan; zwaar gedragen orkestrale elektronische muziek. De muziek wordt gespeeld op de prototypes van de synthesizers.   
De compact disc bevat tevens een aantal bonustracks, die niet op de hoes werden vermeld: Fais que ton reve soit plus long que la nuit (track 12 en 13) en The Forminx (track 14 en 15). Hier en daar zijn mensenstemmen te horen uit de studentenrellen uit 1968 in Parijs. 

## Musici
- Vangelis – toetsinstrumenten, gitaar

## Tracklist
| Nr. | Titel              | Duur  |
| --- | ------------------ | ----- |
| 1.  | Sex Power Deel 1   | 0:27  |
| 2.  | Deel 2             | 3:17  |
| 3.  | Deel 3             | 2:52  |
| 4.  | Deel 4             | 3:12  |
| 5.  | Deel 5             | 3:17  |
| 6.  | Deel 6             | 3:35  |
| 7.  | Deel 7             | 1:57  |
| 8.  | Deel 8             | 8:14  |
| 9.  | Deel 9             | 3:23  |
| 10. | Deel 10            | 1:31  |
| 11. | Deel 11            | 2:30  |
| 12. | Fais que …. deel 1 | 15:22 |
| 13. | Fais que …. deel 2 | 15:23 |
| 14. | The Forminx deel 1 | 2:33  |
| 15. | The Forminx deel 2 | 2:25  |